# Frederico Júlio Correia Madeira
Frederico Júlio Correia Madeira (Lagos, 5 de Março de 1913 - Madrid, 27 de Maio de 1994), foi um médico português.

## Biografia

### Nascimento e educação
Frederico Madeira nasceu na Freguesia de São Sebastião, em Lagos, no dia 5 de Março de 1913. Era filho de Júlia Victor Correia Madeira e de Frederico Augusto Madeira Júnior.
Depois de terminar a instrução primária, deslocou-se para Lisboa, onde completou os estudos secundários no Liceu Pedro Nunes. Entre 1931 e 1937, frequentou a Faculdade de Medicina de Lisboa, tendo terminado o curso de médico. Durante o 5.º ano da faculdade, trabalhou no Hospital Pulido Valente como assistente livre de clínica médica.

### Carreira profissional
Em 1936, concorreu para o posto de interno nos hospitais civis de Lisboa, e, em 1942, é colocado como 2.º assistente do quadro de clínica médica da Faculdade de Medicina de Lisboa. Em 1945, fez a sua tese de doutoramento naquela instituição, sendo promovido a 1.º assistente. Dois anos depois, foi o 1.º classificado no concurso para médico dos hospitais civis de Lisboa. Em 1950, concorreu para professor agregado na Faculdade e chefe de clínica, e em 1952 laborou na Universidade de Warburg, com o professor Norbert Henning. Exerceu como professor catedrático na Faculdade de Medicina de Lisboa entre 1958 e 1979, director dos Serviços de Terapêutica Médica até 1964, e como director dos Serviços de Patologia Médica até à sua reforma, em 1979. Neste período, fundou o Centro de Gastrenterologia do Instituto Nacional de Investigação Científica e o Centro da Gastrenterologia no Hospital de Santa Maria, e foi responsável pela introdução dos primeiros cursos de pós-graduação em Portugal, sobre esta especialidade médica.
Também ocupou as posições de presidente da Sociedade Portuguesa de Gastrenterologia, e de director no Hospital de Santa Maria.

### Falecimento
Faleceu em Madrid, no dia 27 de Maio de 1994.

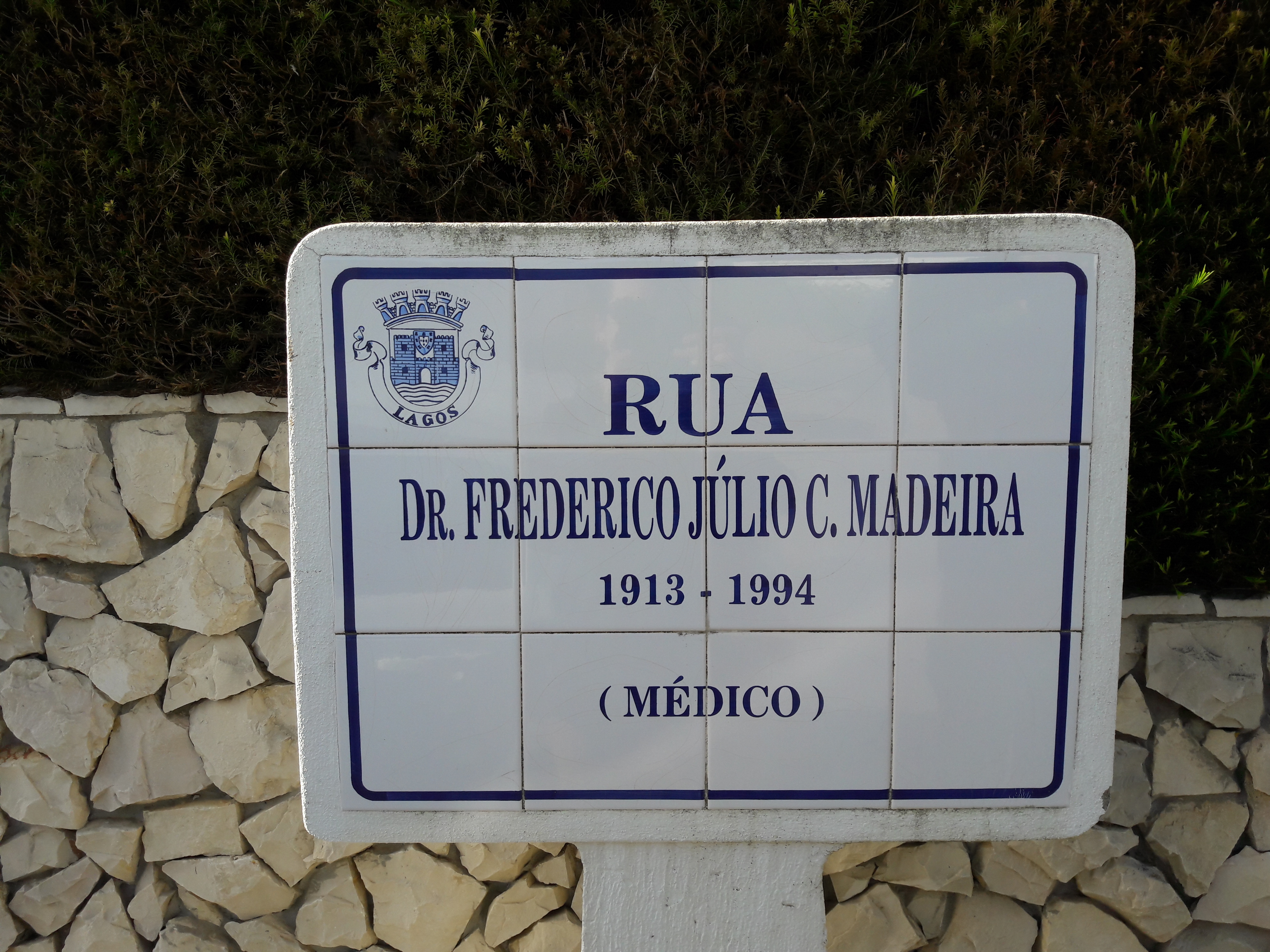
Placa toponímica da Rua Dr. Frederico Julio C. Madeira, na cidade de Lagos.

## Homenagens
Em 21 de Agosto de 2002, a autarquia de Lagos colocou o seu nome numa rua da Freguesia de Santa Maria.